# 陳志勇 (動物學家)
陳志勇是台灣的動物學家，現任經國管理暨健康學院講師。他亦是中華民國貝類學會活動組的理事，專門於研究當地的貝類生物以及軟體動物齒舌的標本製作。

## 作品列表
- 藍子樵; 陳志勇. . 貝類學報 (中華民國貝類學會). 2002, 26: 11–16  [2022-08-27] （中文（繁體））.

- 巫文隆; 陳志勇. . 行政院農業委員會. 2009-11-30: 366 pp. ISBN 9789860221435 （中文（繁體））.
- 陳志勇. . 2006-11-26  [2017-06-24]. （原始内容存档于2022-01-15） （中文（繁體））.

## 外部連結
- 陳志勇的Facebook專頁